# Joodse begraafplaatsen (Arnhem)
Arnhem kende in de loop der jaren vier Joodse begraafplaatsen. Alleen het Joodse gedeelte van de algemene begraafplaats Moscowa is nog in gebruik.

## De Sandberg
Aanvankelijk begroeven de Arnhemse Joden hun doden in Huissen en Wageningen. Met de aanleg van een eigen begraafplaats, net buiten de stad, kwam hieraan een einde. Op deze begraafplaats 'De Sandberg', werd begraven van 1755 tot 1827. De begraafplaats ligt in de nabijheid van de Nederrijn aan het Onderlangs. De meest bekende steen is die van Nathan de Bruin, die te Arnhem werd geboren en er ook stierf. Hij was getrouwd met Jetje Hijman van Minden. Hij overleed op 29 december 1827 op 85-jarige leeftijd. Hoewel al op 25 april 1827 bij raadsbesluit grond was aangewezen voor een nieuwe begraafplaats, De Valk, werd Nathan nog op De Sandberg begraven.

## De Valk
Tussen 1827 en 1858 was begraafplaats De Valk aan de Utrechtseweg in gebruik voor joodse begravingen. Ze lag tussen Bellevue en Brugstraat en behoorde toe aan de familie Prins. Deze dodenakker werd in 1866 geruimd. De resten werden overgebracht naar begraafplaats Moscowa.

## Onder de Linden
In de periode van 1858 tot 1866 was er een Joodse begraafplaats aan het huidige Talmaplein, eerder 'Onder de Linden' geheten. Deze werd in 1985 geruimd.

## Moscowa
Het Joodse gedeelte van Moscowa werd aangelegd in 1864. Het zou nog tot 1876 duren voor de eerste lijkbezorging er plaatsvond. Deze begraafplaats is nog in gebruik.